# Chionachne
Genre
Classification phylogénétique
Chionachne est un genre de plantes monocotylédones de la famille des Poaceae, originaire d'Asie et d'Australasie.

## Liste d'espèces
Selon World Checklist of Selected Plant Families (WCSP) (16 juillet 2016) :
- Chionachne biaurita Hack. (1906)
- Chionachne cyathopoda (F.Muell.) F.Muell. ex Benth. (1878)
- Chionachne gigantea (J.Koenig) Veldkamp (2002)
- Chionachne hubbardiana Henrard (1938)
- Chionachne javanica (Henrard) Clayton (1981)
- Chionachne macrophylla (Benth.) Clayton (1981)
- Chionachne massiei Balansa (1890)
- Chionachne punctata (R.Br.) Jannink (2002)
- Chionachne semiteres (Benth.) Henrard (1931)